# Kate Schmidt
Kathryn Joan »Kate« »Kathy« Schmidt, ameriška atletinja, * 29. december 1953, Long Beach, Kalifornija, ZDA.
Nastopila je na poletnih olimpijskih igrah v letih 1972 in 1976, obakrat je osvojila bronasto medaljo v metu kopja. 11. septembra 1977 je postavila svetovni rekord v metu kopja z 69,32 m, veljal je skoraj dve leti.